# جو روزين
جو روزين (بالإنجليزية: Joe Rosen)‏ هو فنان قصص مصورة أمريكي، ولد في 25 ديسمبر 1920، وتوفي في 12 أكتوبر 2009.